# Sepedon neanias
Sepedon neanias är en tvåvingeart som beskrevs av Friedrich Georg Hendel 1913. Sepedon neanias ingår i släktet Sepedon och familjen kärrflugor. Inga underarter finns listade i Catalogue of Life.